# Arondismentul Thionville-Ouest
Arondismentul Thionville-Ouest (în franceză Arrondissement de Thionville-Ouest) este un arondisment din departamentul Moselle, regiunea Lorena, Franța.

## Subdiviziuni

### Cantoane
- Cantonul Algrange
- Cantonul Fameck
- Cantonul Florange
- Cantonul Fontoy
- Cantonul Hayange
- Cantonul Moyeuvre-Grande

### Comune
| 1. Algrange (57012)         | 2. Angevillers (57022)     | 3. Audun-le-Tiche (57038)     | 4. Aumetz (57041)           |
| 5. Boulange (57096)         | 6. Clouange (57143)        | 7. Fameck (57206)             | 8. Florange (57221)         |
| 9. Fontoy (57226)           | 10. Gandrange (57242)      | 11. Havange (57305)           | 12. Hayange (57306)         |
| 13. Knutange (57368)        | 14. Lommerange (57411)     | 15. Mondelange (57474)        | 16. Moyeuvre-Grande (57491) |
| 17. Moyeuvre-Petite (57492) | 18. Neufchef (57498)       | 19. Nilvange (57508)          | 20. Ottange (57529)         |
| 21. Ranguevaux (57562)      | 22. Richemont (57582)      | 23. Rochonvillers (57586)     | 24. Rosselange (57597)      |
| 25. Russange (57603)        | 26. Rédange (57565)        | 27. Serémange-Erzange (57647) | 28. Tressange (57678)       |
| 29. Uckange (57683)         | 30. Vitry-sur-Orne (57724) |                               |                             |